# 王阿従

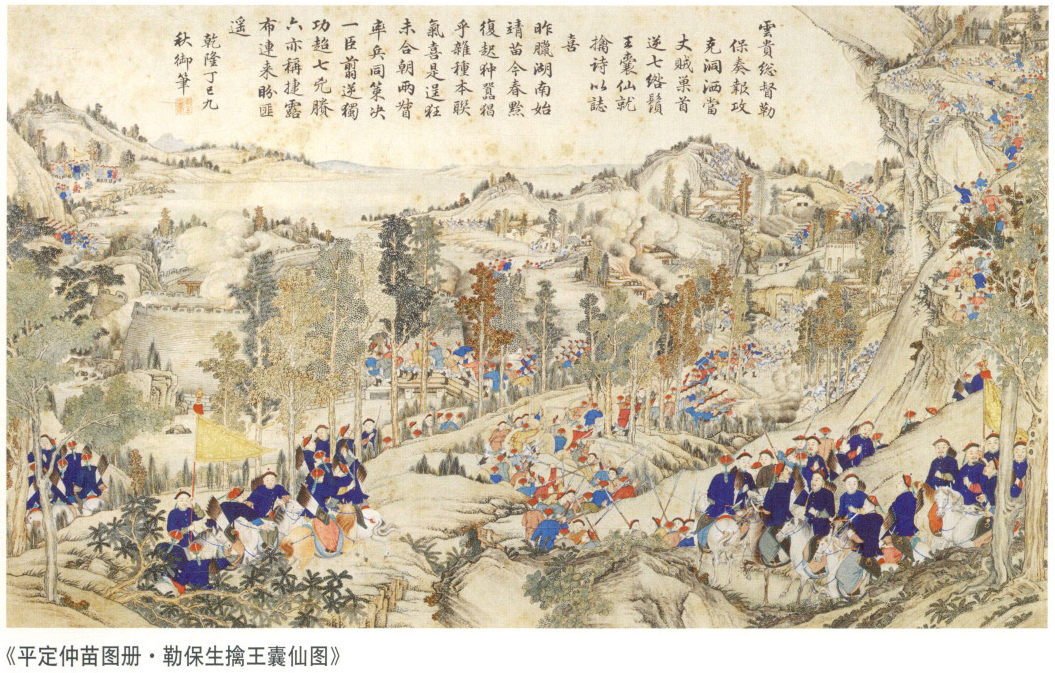
捕えられる王阿従

王 阿従（おう あじゅう、Wang Acong、1777年 - 1797年12月24日）、清朝のプイ族の蜂起の指導者。王阿崇とも書く。
貴州省南籠出身。幼時より武術を学び、巫術で人を治したことから嚢仙（プイ語で仙女の意）と呼ばれた。1797年1月、プイ族が清朝に対して蜂起をおこすと、群衆は王阿従と韋阿信を指導者に選び、王阿従は皇仙娘娘と称した。群衆は数十万にも達し、地主の荘園を焼きながら普坪鎮に向かい、普坪鎮を攻め落とした。さらに蜂起軍は南籠府城を陥落させ、知府の曹廷奎は自殺した。その後蜂起軍は冊亨・興義・興仁・貞豊を攻略し、長順・恵水・織金を攻撃した。各地のプイ族・ミャオ族・イ族も蜂起して、省城の貴陽を目指した。清朝は雲貴総督の勒保を派遣し、広西総督の吉慶も援軍に駆けつけた。激戦の結果、蜂起軍は徐々に苦境に追い込まれ、8月にプイ族の根拠地が陥落し、王阿従ら指導者たちは捕らえられた。王阿従は北京に送られて、凌遅刑に処せられた。